# Acción Galega
Acción Galega (Acción Gallega) es una organización política española de ámbito gallego liderada por el exmiembro del PP Rafael Cuiña, la ex-consejera del bipartito gallego Teresa Táboas y el exsenador del BNG Xosé Manuel Pérez Bouza.
Desde su creación es una de las organizaciones fundadoras de Compromiso por Galicia (CxG); a través de ella se han integrado también en CxG el Partido Nacionalista Galego-Partido Galeguista (PNG-PG), Partido Galeguista Demócrata (PGD) y Terra Galega (TeGa).